# Episodi di Scorpion (prima stagione)
La prima stagione della serie televisiva Scorpion, composta da 22 episodi, è stata trasmessa negli Stati Uniti dalla CBS dal 22 settembre 2014 al 20 aprile 2015.
In Italia, la stagione è stata trasmessa da Rai 2 dal 10 giugno al 26 agosto 2015.
| nº | Titolo originale        | Titolo italiano          | Prima TV USA      | Prima TV Italia |
| -- | ----------------------- | ------------------------ | ----------------- | --------------- |
| 1  | Pilot                   | Corsa contro il tempo    | 22 settembre 2014 | 10 giugno 2015  |
| 2  | Single Point of Failure | Singoli punti di errore  | 29 settembre 2014 | 10 giugno 2015  |
| 3  | A Cyclone               | Un ciclone               | 6 ottobre 2014    | 17 giugno 2015  |
| 4  | Shorthanded             | Viva Las Vegas           | 13 ottobre 2014   | 17 giugno 2015  |
| 5  | Plutonium Is Forever    | Il plutonio è per sempre | 20 ottobre 2014   | 24 giugno 2015  |
| 6  | True Colors             | Veri colori              | 27 ottobre 2014   | 28 giugno 2015  |
| 7  | Father's Day            | La festa del papà        | 3 novembre 2014   | 28 giugno 2015  |
| 8  | Risky Business          | Affari pericolosi        | 10 novembre 2014  | 5 luglio 2015   |
| 9  | Rogue Element           | Elemento criminale       | 17 novembre 2014  | 12 luglio 2015  |
| 10 | Talismans               | Talismani                | 24 novembre 2014  | 19 luglio 2015  |
| 11 | Revenge                 | Vendetta                 | 8 dicembre 2014   | 26 luglio 2015  |
| 12 | Dominoes                | Domino                   | 15 dicembre 2014  | 2 agosto 2015   |
| 13 | Kill Screen             | Gioco mortale            | 5 gennaio 2015    | 9 agosto 2015   |
| 14 | Charades                | Il gioco delle parti     | 19 gennaio 2015   | 12 agosto 2015  |
| 15 | Forget Me Nots          | Segreti di Stato         | 18 gennaio 2015   | 12 agosto 2015  |
| 16 | Love Boat               | Love Boat                | 9 febbraio 2015   | 12 agosto 2015  |
| 17 | Going South             | Verso sud                | 23 febbraio 2015  | 19 agosto 2015  |
| 18 | Once Bitten, Twice Die  | Sull'orlo del conflitto  | 9 marzo 2015      | 19 agosto 2015  |
| 19 | Young Hearts Spark Fire | Scintille d'amore        | 23 marzo 2015     | 19 agosto 2015  |
| 20 | Crossroads              | Incroci                  | 30 marzo 2015     | 26 agosto 2015  |
| 21 | Cliffhanger             | Senza respiro            | 13 aprile 2015    | 26 agosto 2015  |
| 22 | Postcards from the Edge | Sull'orlo del precipizio | 20 aprile 2015    | 26 agosto 2015  |

## Corsa contro il tempo
- Titolo originale: Pilot
- Diretto da: Justin Lin
- Scritto da: Nick Santora

### Trama
La serie ha inizio con un breve flashback della vita del protagonista, Walter O' Brien, che all'età di 11 anni viene prelevato da una squadra della NASA per averne violato il sistema informatico: l'agente Cabe Gallo si accorge delle straordinarie potenzialità del bambino e decide di prenderlo sotto la sua protezione.
In un locale, mentre sta riparando la rete wireless, Walter s'imbatte nella cameriera Paige e in suo figlio Ralph che scopre avere particolari attitudini. Walter ha formato una squadra a cui ha dato il nome di Scorpion. Essa comprende oltre a Walter stesso: Toby, medico e comportamentista con particolari doti di osservazione e analisi, Sylvester, matematico con una spiccata velocità di calcolo e Happy, genio della meccanica.
Quando l'agente Gallo fa irruzione nel loro garage, Walter è combattuto: anni prima aveva sviluppato per la NASA un software che gli avevano detto sarebbe stato usato per prestare soccorsi in operazioni militari, invece aveva causato la morte di oltre 2000 civili in un bombardamento a Baghdad; sentendosi deluso e tradito aveva voltato le spalle a Cabe che a lungo aveva considerato il suo mentore. Si lascia ora convincere a lavorare per la sicurezza mondiale e coinvolge la sua squadra, menti brillanti arenate nella noia quotidiana. Si rende conto di volere che anche Paige ne faccia parte e le propone un accordo: sarà il loro tramite per relazionarsi con la gente normale, in cambio l'aiuterà a comprendere il carattere del figlio che lei credeva affetto da un ritardo mentale.
La loro prima missione è ripristinare il sistema compromesso tra Long Beach e Burbank in seguito ad un aggiornamento di software automatico presso l'aeroporto di Los Angeles: serve il loro intervento in aiuto dell'FBI e dell'NSA per riprendere i contatti con 56 voli e permettere loro di atterrare prima che termino il carburante e si schiantino.
Nonostante l'alta tensione la squadra mostra fin da subito prontezza ed elevate capacità di risoluzione, ma soprattutto l'amicizia e la profonda fiducia che li lega.
- Guest star: Anthony Skordi, Alimi Ballard (co-pilota), Patrick St. Esprit (pilota)
- Ascolti USA: 13 830 000 telespettatori – share 18-49 anni 9%[2]
- Ascolti Italia: 1 340 000 telespettatori – share 5,65%[3]

## Singoli punti di errore
- Titolo originale: Single Point of Failure
- Diretto da: Bobby Roth
- Scritto da: David Foster

### Trama
L'episodio prende avvio dall'infanzia di Walter: quando la sua genialità veniva discriminata, sua sorella Megan lo sosteneva e lo proteggeva.
La Scorpion questa volta è alle prese con l'indagine di un particolare tipo di virus che ha colpito la figlia del governatore: un virus è penetrato anche nel suo computer attraverso una email che attribuisce al governatore la colpa della malattia della sua bambina. Il virus risulta aggressivo e sconosciuto ma non contagioso, da qui la squadra intuisce che è un attacco personale diretto al governatore. Walter si mostra irascibile e confidandosi con Paige racconta che è perché la bimba ammalata gli ha ricordato i primi sintomi della sclerosi multipla di cui è affetta sua sorella, malattia di fronte alla quale lui si sente impotente. Si inizia a cercare tra le minacce ricevute dal governatore fino a risalire a colui che ha inviato le email: pare che le vittime siano 5, tra cui altri tre bambini, figli di impiegati, di una casa farmaceutica che stava sviluppando un farmaco che avrebbe curato l'atrofia muscolare spinale; nonostante la sperimentazione stesse dando risultati efficaci, venne bloccata perché fu considerato più produttivo utilizzare il farmaco per l'asma. Il responsabile degli attentati è qualcuno che vuole che le vittime si sentano come lui: con la consapevolezza che esistono cure non accessibili.
A Sylvester viene dato il compito di intrufolarsi con uno stratagemma nella casa farmaceutica per memorizzarne i registri e individuare il colpevole: la squadra si reca quindi nello studio del professore di microbiologia Robert Richter; nel suo computer si trova un sequenziatore di DNA da analizzare per creare degli antidoti alle modificazioni genetiche operate. Si scopre inoltre che il professore ha compiuto questo sofisticato tipo di vendetta perché a sua figlia morta alcuni anni prima, erano state negate le cure col farmaco sperimentale per l'atrofia. Ma non è finita: il quinto obiettivo è il governatore stesso che verrà colpito da un virus che gli provocherà un arresto cardiaco. Attirato in un'imboscata, il governatore sta per incontrare il professore che gli ha promesso l'antidoto per curare sua figlia. La squadra riesce a sventare appena in tempo l'attentato e a far disperdere il virus.
Cabe interroga il colpevole facendogli capire che con certe cose si deve cercare di convivere: anche lui ha perduto una figlia, e sa come ci si sente, ma non per questo degli innocenti devono pagare. Successivamente Sylvester dona il suo primo stipendio ad un orfanotrofio. Toby si abbandona alla sua dipendenza nel gioco d'azzardo per superare la rottura con la sua ex. Walter confessa a sua sorella che s'impegnerà a trovare un modo per guarirla. Tutti si ritrovano sul terrazzo per provare il nuovo telescopio di Ralph.
- Guest star: Joel Gretsch (Governatore), Camille Guaty (Megan O'Brien, sorella di Walter), Erick Avari (professor Robert Richter)
- Ascolti USA: 13 360 000 telespettatori – share 18-49 anni 8%[4]
- Ascolti Italia: 1 178 000 telespettatori – share 6,71%[5]

## Un ciclone
- Titolo originale: A Cyclone
- Diretto da: Gary Fleder
- Scritto da: Nick Santora e Nicholas Wootton

### Trama
La squadra viene coinvolta dal direttore del dipartimento della sicurezza in un'esercitazione militare mirante a testare le loro capacità, che però fallisce. I ragazzi decidono di rifarsi indagando sull'esplosione di una bomba in uno studio legale che ha messo fuori uso internet: la situazione rischia di precipitare bloccando servizi fondamentali (semafori, energia, acqua). L'indagine è condotta da un agente della sorveglianza federale, Thomas Keeler che accetta la loro collaborazione.
L'attentatore viene rintracciato ma durante l'inseguimento viene investito da un autobus e finisce in coma: non potrà più svelare le sue intenzioni; Cabe rimprovera la squadra per l'avventatezza dell'operazione ma Walter non demorde. Altre esplosioni colpiscono luoghi in cui dati vengono conservati e distribuiti online: fanno pensare che il colpevole ha un segreto che vuole cancellare in questo modo. Intanto la città è nel panico: il traffico è in tilt e i trasformatori elettrici in sovraccarico iniziano a prendere fuoco.
Tutto conduce a Frank Turner morto misteriosamente due settimane prima: qualcuno cerca di cancellare dei file in suo possesso. La Scorpion rintraccia un file altamente criptato in cui Turner dichiara di essere un membro della sorveglianza federale e confessa operazioni illegali condotte proprio dall'agente Keeler; comprendono che c'è lui dietro l'omicidio di Turner e le esplosioni per far sparire ogni traccia del suo operato. Mentre salvano il file, Happy scopre un ordigno nell'edificio in cui stanno indagando: si adoperano per farlo evacuare mentre Walter cerca un modo per limitare i danni dell'esplosione. Nel frattempo Keeler sottrae la pennetta che contiene le prove dei suoi crimini, in seguito ad una colluttazione viene arrestato ma ha già cancellato i dati: Sylvester però ha memorizzato le oltre 30 pagine del file...
Cabe racconta a Walter di essersi rivolto a lui proprio per rimediare all'incidente di Baghdad e ai sensi di colpa che si è trascinato: ha fiducia in lui e ha investito sulla sua squadra per riparare agli errori del passato. Si recano tutti assieme a prendere Ralph a scuola e Walter entusiasta spiega al bambino che una famiglia di scorpioni viene detta "ciclone", gli scorpioni sono molto fedeli al loro ciclone: se uno di essi viene attaccato, tutti gli altri si fanno avanti. Loro stessi, uniti, rappresentano un ciclone.
- Guest star: David Fabrizio (direttore Merrick), Glenn Plummer (agente Thomas Keeler)
- Ascolti USA: 12 050 000 telespettatori – share 18-49 anni 7%[6]
- Ascolti Italia: 979 000 telespettatori – share 4,32%[7]

## Viva Las Vegas
- Titolo originale: Shorthanded
- Diretto da: Dwight H. Little
- Scritto da: Elizabeth Beall

### Trama
In questa puntata la squadra decide di accettare, contro il parere di Cabe che non li ritiene ancora pronti, un incarico privato: è stata assunta per un'analisi da un casinò di Las Vegas che sta perdendo soldi ad un tavolo di Blackjack. Arrivati, i ragazzi vengono accolti dalla figlia del proprietario: si rilassano godendosi le comodità loro riservate mentre Walter invita loro a concentrarsi. È proprio lui a risolvere con un'attenta osservazione delle telecamere il problema, attribuendo le perdite ad un mazziere con le mani troppo piccole che viene licenziato, col disappunto di Paige che lo ritiene poco delicato. I ragazzi quindi decidono di concedersi un po' di svago ma mentre girano tra i tavoli, grazie al loro acume si accorgono che il casinò sta per essere rapinato: Happy salva la vita a Paige evitandole un colpo di proiettile sparato nella sua direzione. I guai però non sono finiti: il capo della sorveglianza infatti li ritiene colpevoli della rapina e la situazione si aggrava quando vengono ritrovate nella loro camera alcune delle banconote rubate. Walter finisce in prigione e nella sua cella è rinchiuso proprio l'uomo che ha fatto licenziare poche ore prima che, ovviamente s'infuria con lui: con un trucchetto riesce a calmarlo e cerca di discutere con lui di un altro lavoro per cui potrebbe essere portato. Toby ha promesso di tirarlo fuori, pagandogli la cauzione, dopotutto il gioco d'azzardo è la sua specialità; una volta recuperata metà della somma con l'aiuto di Sylvester, decide di puntare tutto per raddoppiarla ma finisce per perdere. Intanto Happy e Paige sono sulle tracce del vero colpevole e scoprono che il progetto di espansione del casinò è ripreso dopo dei problemi iniziali: la rapina quindi potrebbe essere una frode assicurativa per coprire i costi della tangente pagata per i permessi.
Con l'aiuto di Paige, Happy s'infiltra con Toby nel casinò per permettere a Sylvester, tramite una connessione, di scaricare i file contabili da un computer. Toby però viene scoperto e catturato, mentre Walter riesce ad evadere dalla prigione e raggiunge la squadra: scoprono che dietro la rapina in realtà si cela la figlia del proprietario che tiene in ostaggio Toby. La squadra viene attirata in un luogo isolato proprio da un messaggio di Toby; quando la situazione sta per precipitare arriva Cabe che confessa di essere stato avvertito da Walter: aveva capito che l'amico era in pericolo perché gli aveva scritto di vedersi sotto la cintura di Orione, che però non risultava visibile in quel periodo dell'anno. Cabe risentito del fatto che la squadra non ha ascoltato i suoi consigli lascia a piedi Walter e Toby: quest'ultimo gli promette che riusciranno a vincere i soldi per un biglietto aereo di prima classe.
- Guest star: Corbin Bernsen (Bob Connelly, proprietario del casinò), Alicia Lagano (Renee, figlia di Bob), Chris Mulkey (Ronny, il mazziere), José Zúñiga
- Ascolti USA: 11 510 000 telespettatori – share 18-49 anni 6%[8]
- Ascolti Italia: 845 000 telespettatori – share 5,38%[7]

## Il plutonio è per sempre
- Titolo originale: Plutonium Is Forever
- Diretto da: Jeff T. Thomas
- Scritto da: Paul Grellong

### Trama
Un uomo viene arrestato per sconfinamento entro il perimetro di una centrale nucleare in dismissione. Ai militari che lo arrestano, dichiara di voler parlare con Walter. Si scopre che il suo nome è Mark Collins, anch'egli dotato di un evelatissimo QI ed ex membro della Scoprion, cacciato dalla squadra poiché era spesso causa di discordia fra i membri. Mark rivela a Walter che il software che controlla il reattore è difettoso e la squadra ha solamente poche ore per sistemarlo e prevenire un meltdown. Sebbene riluttanti, i membri della squadra accettano di collaborare con Mark per sventare questa minaccia, ma ben presto si capisce che in realtà è stato lo stesso Mark a sabotare il reattore, per vendicarsi di Walter, che due anni prima lo aveva fatto internare in un manicomio. La squadra riesce infine a sventare il pericolo del meltdown del reattore e Mark, ferito alla gamba da un proiettile, viene consegnato alle autorità, ma giura a Walter che si rivedranno nella "tana del Bianconiglio".
- Ascolti USA: 10 750 000 telespettatori[9]
- Ascolti Italia: 1 170 000 telespettatori – share 5,26%[10]

## Veri colori
- Titolo originale: True Colors
- Diretto da: Jeff Hunt
- Scritto da: Rob Pearlstein

### Trama
La squadra viene ingaggiata da un museo d'arte per aggiornare i software di sicurezza e impedire che le opere esposte vengano rubate. Durante una preliminare visita al museo, Walter si accorge che il dipinto più importante è in realtà un falso. La Scorpion si mette così sulle tracce del falsario. Le indagini conducono Walter e i suoi al magnate Jacques LaBeaux e la squadra decide di infiltrarsi ad un gala organizzato da quest'ultimo nel tentativo di recuperare il quadro originale. L'operazione si rivela tuttavia fallimentare e Walter e i suoi sono costretti a fuggire. Successivamente, le indagini portano la squadra a scoprire che il curatore del museo è complice di LaBeaux: Walter e i suoi intervengono e si rivelano fondamentali per il suo arresto, ma fatalmente l'auto del curatore esplode con il quadro originale nel bagagliaio. La squadra viene accusata dal direttore Merrick del disastro, ma in realtà Walter e i suoi avevano già sostituito il quadro dal bagagliaio dell'auto e, sul finale, Walter e Paige lo riconsegnano ai legittimi proprietari.
- Guest star: Linda Hunt (Henrietta "Hetty" Lange)
- Ascolti USA: 10 390 000 telespettatori[11]
- Ascolti Italia: 1 234 000 telespettatori – share 5,78%[12]

## La festa del papà
- Titolo originale: Father's Day
- Diretto da: Milan Cheylov
- Scritto da: Nick Santora

### Trama
Paige riceve una chiamata da parte del padre di Ralph, un giocatore di baseball che è tornato in città dopo 7 anni e vuole conoscere il figlio. La squadra ha un nuovo caso: capire come due russi e un hacker siano evasi da un carcere di massima sicurezza. Si scopre che il loro obiettivo è utilizzare un software modificato per inserire un malware all'interno del sistema di monitoraggio delle transazioni finanziarie in borsa al fine di falsificare il prezzo delle azioni e rivenderle in modo maggiorato. Tutta la squadra offre a Paige dei consigli su come gestire il rapporto tra Ralph e il padre, ma lei non vuole che si intromettano. Happy decide, segnata da questo episodio, di andare nell'officina dove lavora suo padre che l'aveva abbandonata, per conoscerlo.
- Guest star: Brendan Hines (Drew)
- Ascolti USA: 10 340 000 telespettatori[13]
- Ascolti Italia: 1 060 000 telespettatori – share 5,54%[12]

## Affari pericolosi
- Titolo originale: Risky Business
- Diretto da: Matt Earl Beesley
- Scritto da: Nicholas Wootton

### Trama
Walter perde a una gara clandestina una macchina non sua. Toby crede che Walter si metta in pericolo per non pensare a Paige.
La squadra deve occuparsi di un omicidio di un ragazzo, Reed, che aveva un blog relativo all’industria musicale. La Scorpion è stata chiamata per occuparsi di un'apparente equazione, ma scoprono che è un algoritmo di ottimizzazione. Le ricerche sul codice li portano ad un uomo, Temple, che probabilmente conosce la vittima.
Walter trova Temple che gli rivela che lui e la vittima stavano lavorando a un software che permette di aggregare i dati delle canzoni migliori, così da creare canzoni che sicuramento piaceranno al pubblico; Temple rivela al team che gli è stato rubato un hard disk che conteneva il programma. Walter e Temple si mettono al lavoro per scrivere una lista per capire chi abbia rubato il programma, i sospetti ricadono su un magnate della musica, Lucky the king. Il furgone della Scorpion esplode, dopo aver messo una cimice all’interno dell’ufficio di Lucky.
Ralph va a una partita di baseball con Drew, ma non è contento così Walter su consiglio di Toby da un consiglio a Drew per attirare l’attenzione del figlio.
Temple viene rapito, mentre stava andato a casa per parlare con i genitori dell’amico morto.
La Scorpion si mette sulle tracce del ragazzo, che li porta a un noto produttore di musica quasi tutta realizzata al computer. La squadra, dopo qualche rocambolesca avventura riesce a recuperare Temple e il suo algoritmo.
Ritornati al garage il team si adopera per far interessare Ralph al baseball e così per fargli avere un rapporto col padre.
- Guest star: Kid Cudi (Peyton Temple)
- Ascolti USA: 10 080 000 telespettatori[14]
- Ascolti Italia: 1 176 000 telespettatori – share 6,66%[15]

## Elemento criminale
- Titolo originale: Rogue Element
- Diretto da: Jerry Levine
- Scritto da: Paul Grellong e Kim Rome

### Trama
Cabe riceve un messaggio di emergenza da una donna, che poi si rivela essere la sua ex moglie, mentre sta parlando di Ralph e Drew con Walter.
Rebecca, l’ex moglie di Cabe, è in pericolo di vita dato che durante il suo lavoro si è imbattuta in dei documenti non destinati a lei.
Il team capisce che chi sta cercando di uccidere Rebecca ha anche ucciso il parlamentare sulla sua barca. Decidono di andare a recuperare l’ultima chiavetta che contiene i file sospetti nell’ufficio di Rebecca.
Walter riesce a recuperare la chiavetta, Happy dalla barca andata distrutta riesce a trovare la prova che la morte del parlamentare è stata per omicidio.
Il garage è messo sottosopra, hanno rubato tutto. Cabe porta il team in un posto sicuro per continuare le ricerche. Rebecca viene rapita e nel mentre il team scopre il motivo dell’omicidio del parlamentare. Walter e Cabe si lanciano all’inseguimento e riescono a far arrestare i rapitori.
- Ascolti USA: 10 170 000 telespettatori[16]
- Ascolti Italia: 1 128 000 telespettatori – share 6,51%[17]

## Talismani
- Titolo originale: Talismans
- Diretto da: Sam Hill
- Scritto da: Alex Katsnelson

### Trama
Megan scappa dall’ospedale per passare una giornata diversa, viene arrestata dalla polizia per ubriachezza molesta così convince Walter per stare una giornata insieme a lui.
La squadra così incontra per la prima volta Megan, che rimane al garage con Sylvester mentre la squadra va in missione.
La Scorpion deve recuperare un software di schermatura da un aereo precipitato in un paese con governo ostile, nel mentre una squadra di militari deve recuperare il corpo di chi pilotava l’aereo.
Durante la missione Happy e Toby si separano dalla spedizione dato che i ribelli gli sparano addosso.
Intanto al garage Megan trova una scatolina, con dei souvenir che si ricollegano ad avvenimenti importanti per la fondazione della Scorpion e della sua infanzia.
La Scorpion arrivata all’aereo capisce che il pilota non è morto e il software è già stato trafugato dai ribelli. Per recuperare il comandante e il software finiscono in un campo minato, mentre Toby e Happy incontrano il tecnico che ha mandato il segnale per far schiantare l’aereo.
La squadra si infiltra nella base ribelle recupera il pilota e cancella in software.
Walter riaccompagna Megan in ospedale e nel mentre lei gli fa confessare perché ha ancora il braccialetto di quando era piccola.
- Ascolti USA: 9 420 000 telespettatori[18]
- Ascolti Italia: 1 158 000 telespettatori – share 7,76%[19]

## Vendetta
- Titolo originale: Revenge
- Diretto da: Mel Damski
- Scritto da: Elizabeth Beall e David Foster

### Trama
La Scorpion si trova ad affrontare un caso di rapinatori di banche che hanno fatto irruzione in una fabbrica di casseforti per testare alcuni congegni.
Durante il sopralluogo Silvester rimane ferito nel maneggiare una delle prove e la squadra si impegna per catturare i ladri prima che svaniscano.
Le indagini proseguono sul campo mentre Megan veglia Silvester in ospedale, aggiornando la squadra sulle sue condizioni.
L'agente Gallo e la squadra riescono a intercettare i rapinatori dopo che questi hanno rapinato un furgone blindato, vero obiettivo del colpo.
Tutti i componenti si ritrovano in ospedale per vegliare accanto a Silvester che si sta riprendendo.
- Ascolti USA: 10 000 000 telespettatori[20]
- Ascolti Italia: 1 320 000 telespettatori – share 8,85%[21]

## Domino
- Titolo originale: Dominoes
- Diretto da: Omar Madha
- Scritto da: Rob Pearlstein e Nick Santora

### Trama
- Ascolti USA: 10 070 000 telespettatori[22]
- Ascolti Italia: 1 394 000 telespettatori – share 9,27%[23]

## Gioco mortale
- Titolo originale: Kill Screen
- Diretto da: Jace Alexander
- Scritto da: Nicholas Wootton e Paul Grellong

### Trama
- Ascolti USA: 12 320 000 telespettattori[24]
- Ascolti Italia: 1 186 000 telespettatori – share 8,32%[25]

## Il gioco delle parti
- Titolo originale: Forget Me Nots
- Diretto da: Jann Turner
- Scritto da: Alex Katsnelson e Nick Santora

### Trama
- Ascolti USA: 12 290 000 telespettatori[26]
- Ascolti Italia: 1 074 000 telespettatori – share 5,92%[27]

## Segreti di stato
- Titolo originale: Charades
- Diretto da: Christine Moore
- Scritto da: Rob Pearlstein

### Trama
- Ascolti USA: 12 290 000 telespettatori[28]
- Ascolti Italia: 1 120 000 telespettatori – share 6,60%[27]

## Love Boat
- Titolo originale: Love Boat
- Diretto da: Sam Hill
- Scritto da: Elizabeth Beall e Kim Rome

### Trama
- Ascolti USA: 11 860 000 telespettatori[29]
- Ascolti Italia: 1 013 000 telespettatori – share 7,28%[27]

## Verso sud
- Titolo originale: Going South
- Diretto da: David Grossman
- Scritto da: Nick Santora e Nicholas Wootton

### Trama
- Ascolti USA: 10 690 000 telespettatori[30]
- Ascolti Italia: 1 191 000 telespettatori – share 5,99%[31]

## Sull'orlo del conflitto
- Titolo originale: Once Bitten, Twice Die
- Diretto da: Guy Ferland
- Scritto da: David J. North

### Trama
- Ascolti USA: 10 590 000 telespettatori[32]
- Ascolti Italia: 1 136 000 telespettatori – share 6,21%[31]

## Scintille d'amore
- Titolo originale: Young Hearts Spark Fire
- Diretto da: Mel Damski
- Scritto da: Paul Grellong, Jay Beattie e Dan Dworkin

### Trama
La Scorpion corre in aiuto di un gruppo di ragazzi che si perde nei boschi fuori città. Durante la fase di ricerca le cose si mettono male e l'elicottero dove si trova la squadra precipita innescando in un secondo momento anche un incendio.
- Ascolti USA: 9 700 000 telespettatori[33]
- Ascolti Italia: 1 101 000 telespettatori – share 7,35%[31]

## Incroci
- Titolo originale: Crossroads
- Diretto da: Kevin Hooks
- Scritto da: David Foster e Rob Pearlstein

### Trama
La Scorpion deve organizzare il trasferimento verso il tribunale di una contabile necessaria per incastrare una società non pulita. 
Il viaggio sarà lungo, con vari cambiamenti di mezzi e si scoprirà che la contabile Maya è a sua volta un genio.
- Guest star: Brendan Hines (Drew), Ginger Gonzaga (Maya), Jason Manuel Olazabal (Hector Menjivar)
- Ascolti USA: 9 380 000 telespettatori – share 18-49 anni 6%[34]
- Ascolti Italia: 1 257 000 telespettatori – share 6,01%[35]

## Senza respiro
- Titolo originale: Cliffhanger
- Diretto da: Sam Hill
- Scritto da: Nick Santora e Nicholas Wootton

### Trama
Il team si deve occupare di un hacker che minaccia di rilasciare del gas nervino, dopo essersi impossessato di un laboratorio appena fuori Los Angeles. Ralph è intenzionato a dimostrare che è uno Scorpion a tutti gli effetti e per questo si mette in prima linea, mentre Walter - dopo che Richard Elia per il suo compleanno gli ha prestato una Ferrari Testarossa per testarne il motore - decide di fasi un giro.
- Guest star: Andy Buckley (Richard Elia), David Fabrizio
- Ascolti USA: 9 530 000 telespettatori – share 18-49 anni 6%[36]
- Ascolti Italia: 1 307 000 telespettatori – share 6,79%[35]

## Sull'orlo del precipizio
- Titolo originale: Postcards from the Edge
- Diretto da: Milan Cheylov
- Scritto da: Nick Santora e Nicholas Wootton

### Trama
Walter, preso da troppe emozioni, guida la Ferrari prestatagli da Richard Elia e sbanda in una curva. Colpisce il guardrail e un pezzo gli si infila nel fianco sinistro colpendo la milza. La macchina cade giù dal burrone, con Walter dentro che sviene. La sua vita è appesa ad un filo; gli amici continuano a chiamarlo ma non risponde. Dopo varie telefonate Toby, Happy e Sylvester capiscono che gli è successo qualcosa. Vanno da Elia e gli chiedono il numero identificativo della macchina, in modo da poterla rintracciare.
Vanno dove li porta il GPS della macchina di Walter e subito capiscono che ha subìto un incidente. Tutti e tre insieme urlano il suo nome e Walter si risveglia e risponde alla chiamata di Happy.
Happy chiama i soccorsi e chiamano anche Cabe.
Dopo varie "prove" per salvare Walter capiscono che sarà più difficile del previsto e che solo un piccolo movimento può portare O'Brien alla morte. 
Walter capendo di essere in fin di vita inizia a ricordare i momenti belli e fa una rivelazione a Cabe.
Paige e Ralph vanno intanto all'aeroporto per andare da Drew (l'ex di Paige e padre di Ralph).
Sentono al telegiornale quello che sta accadendo e tornano indietro di corsa dimenticando le borse.
Arrivati sul luogo dell'incidente la polizia dice che non possono andare avanti con la macchina quindi Paige parcheggia e corre con Ralph dagli altri membri della Scorpion.
Chiama Walter, lui la sente ed è felicissimo. Ormai il terreno sta diventando sempre più scivoloso e l'auto sta per cadere quindi Cabe, con l'aiuto di Happy, si fa calare giù con una gru e afferra Walter proprio nell'istante in cui l'auto precipita. Viene subito portato in ospedale e operato. 
Tutti vanno da lui per salutarlo e quando escono, Paige chiede ad Happy se può tenere Ralph in modo da poter restare vicina a Walter. 
Quando se ne vanno, Paige si avvicina a lui e anche se si è addormentato per i sedativi, gli dice che è importante per lei e lo bacia.
- Guest star: Andy Buckley, David Fabrizio, Michael Wiseman
- Ascolti USA: 10 710 000 telespettatori – share 18-49 anni 6%[37]
- Ascolti Italia: 1 253 000 telespettatori – share 7,68%[35]